# Les Drapeaux de papier
Pour plus de détails, voir Fiche technique et Distribution.
Les Drapeaux de papier est un film dramatique français écrit, réalisé et monté par Nathan Ambrosioni, sorti en 2018. Il s'agit de son premier long métrage à dix-huit ans.

## Synopsis
Vincent retrouve sa petite sœur après 12 ans de prison. 

## Fiche technique
Sauf indication contraire ou complémentaire, les informations mentionnées dans cette section peuvent être confirmées par la base de données Unifrance
- Titre original : Les Drapeaux de papier
- Titre international : Paper Flags
- Réalisation et scénario : Nathan Ambrosioni
- Costumes : Elsa Depardieu
- Photographie : Raphaël Vandenbussche
- Son : Laurent Benaïm
- Montage : Nathan Ambrosioni
- Musique : Matthew Otto
- Production : Stéphanie Douet
- Sociétés de production : Sensito Films ; Orage Films, Eclair et TSF (coproductions)
- Sociétés de distribution : Rezo Films, K-Films Amérique (Québec)
- Budget : 1 million d’euros[2]
- Pays de production :  France
- Langue originale : français
- Format : couleur
- Genre : drame
- Durée : 102 minutes
- Dates de sortie :
  - Belgique : 4 octobre 2018 (Festival international du film francophone de Namur)[3]
  - France : 17 octobre 2018 (Festival international du film de La Roche-sur-Yon)[4] ; 13 février 2019 (sortie nationale)
  - Québec : 8 novembre 2018 (Festival de films francophones Cinemania)[5] ; 28 juin 2019 (sortie en salle)

## Distribution
- Noémie Merlant : Charlie
- Guillaume Gouix : Vincent
- Sébastien Houbani : Pierre
- Jérôme Kircher : Jean, le père
- Alysson Paradis : Emma
- Anne Loiret : la psychologue

## Production
Après quelques courts métrages, Nathan Ambrosioni écrit le scénario à dix-sept ans et réalise son premier long métrage à dix-huit ans grâce à la productrice Stéphanie Douet de Sensito Films ayant aimé le script.
Le tournage commence en février 2018 à Draguignan dans le Var, se poursuit du côté d'Antibes et de la région grassoise dans les Alpes-Maritimes, et s'achève fin mars 2018.

## Accueil

### Festivals et sorties
Les Drapeaux de papier est présenté le 4 octobre 2018 au festival international du film francophone de Namur, ainsi que le 17 octobre 2018 au festival international du film de La Roche-sur-Yon et en novembre 2018 au festival de films francophones Cinemania : « Sélection officielle ».
Il sort le 13 février 2019 en France.

### Critiques
Le film reçoit une note moyenne de 3.3 sur Allociné.
Télérama félicite les acteurs « talent viscéral de Guillaume Gouix. (…) Noémie Merlant, une grande actrice de demain ».
La critique de Première est positive mais dénote quelques défauts « La scène des retrouvailles avec le père est d’ailleurs la seule à sonner faux. »

## Distinctions

### Récompenses
- Festival international du film de La Roche-sur-Yon 2018 : sélection « Perspectives » :
  - Prix du public
  - Prix Trajectoires
- Festival Premiers Plans d'Angers 2019 : sélection « Longs métrages français » :
  - Prix du public Jean Claude Brialy
- Riviera International Film Festival (it) 2019[8] :
  - Prix de la meilleure actrice pour Noémie Merlant
  - Prix du meilleur acteur pour Guillaume Gouix

### Nominations et sélections
- Festival de films francophones Cinemania 2018 : « Sélection officielle »[5]
- Festival international du film francophone de Namur 2018 : sélection « Avant-premières »[3]

### Documentation
- Dossier de presse Les Drapeaux de papier